# Болгария на летних Олимпийских играх 1980
Болгарию на летних Олимпийских играх 1980 года представлял 271 спортсмен (183 мужчины и 88 женщин) в 20 видах спорта. Они завоевали 8 золотых, 16 серебряных и 17 бронзовых медалей, заняв высшее в истории третье место в неофициальном командном медальном зачёте (после сборных СССР и ГДР). 
Знаменосцем сборной на церемонии открытия был двукратный серебряный призёр Олимпийских игр (1972 и 1976) по греко-римской борьбе 31-летний Александр Томов. В Москве Томов вновь выиграл олимпийское серебро в супертяжёлой весовой категории.

## Медалисты
| Медаль  | Спортсмен | Вид спорта                  | Дисциплина                                   |
| ------- | --- | --------------------------- | -------------------------------------------- |
| Золото  | Петр Лесов | Бокс                        | Мужчины, до 51 кг                            |
| Золото  | Любомир Любенов | Гребля на байдарках и каноэ | Мужчины, каноэ-одиночки, 1000 м              |
| Золото  | Стоян Делчев | Спортивная гимнастика       | Мужчины, перекладина                         |
| Золото  | Янко Русев | Тяжёлая атлетика            | Мужчины, до 67,5 кг                          |
| Золото  | Асен Златев | Тяжёлая атлетика            | Мужчины, до 75 кг                            |
| Золото  | Георги Райков | Борьба                      | Мужчины, греко-римская борьба, до 100 кг     |
| Золото  | Валентин Райчев | Борьба                      | Мужчины, вольная борьба, до 74 кг            |
| Золото  | Исмаил Абилов | Борьба                      | Мужчины, вольная борьба, до 82 кг            |
| Серебро | Мария Петкова | Лёгкая атлетика             | Женщины, метание диска                       |
| Серебро | Надка Голчева Пенка Методиева Петкана Макавеева Снежана Михайлова Ваня Дерменджиева Красимира Богданова Ангелина Михайлова Диана Брайнова Евладия Славчева-Стефанова Костадинка Радкова Сильвия Германова Пенка Стоянова | Баскетбол                   | Женщины                                      |
| Серебро | Любомир Любенов | Гребля на байдарках и каноэ | Мужчины, каноэ-одиночки, 500 м               |
| Серебро | Ваня Гешева | Гребля на байдарках и каноэ | Женщины, байдарки-одиночки, 500 м            |
| Серебро | Георгий Гадшев Светослав Иванов Пётр Мандажиев | Конный спорт                | Выездка, командное первенство                |
| Серебро | Димитр Запрянов | Дзюдо                       | Мужчины, свыше 95 кг                         |
| Серебро | Гинка Гюрова Марийка Модева Рита Тодорова Искра Велинова Надя Филипова (рулевая) | Академическая гребля        | Женщины, четвёрки распашные с рулевой        |
| Серебро | Стоян Гунчев Христо Стоянов Димитр Златанов Димитр Димитров Стефан Димитров Йордан Ангелов Христо Илиев Петко Петков Каспар Симеонов Эмил Вылчев Митко Тодоров Цано Цанов                                                | Волейбол                    | Мужчины                                      |
| Серебро | Стефан Димитров | Тяжёлая атлетика            | Мужчины, до 60 кг                            |
| Серебро | Благой Благоев | Тяжёлая атлетика            | Мужчины, до 82,5 кг                          |
| Серебро | Румен Александров | Тяжёлая атлетика            | Мужчины, до 90 кг                            |
| Серебро | Валентин Христов | Тяжёлая атлетика            | Мужчины, до 110 кг                           |
| Серебро | Александр Томов | Борьба                      | Мужчины, греко-римская борьба, свыше 100 кг  |
| Серебро | Михо Дуков | Борьба                      | Мужчины, вольная борьба, до 62 кг            |
| Серебро | Иван Янков | Борьба                      | Мужчины, вольная борьба, до 68 кг            |
| Серебро | Славчо Червенков | Борьба                      | Мужчины, вольная борьба, до 100 кг           |
| Бронза  | Пётр Петров | Лёгкая атлетика             | Мужчины, 100 м                               |
| Бронза  | Исмаил Мустафов | Бокс                        | Мужчины, до 48 кг                            |
| Бронза  | Борислав Ананиев Николай Илков | Гребля на байдарках и каноэ | Мужчины, каноэ-двойки, 500 м                 |
| Бронза  | Борислав Борисов Божидар Миленков Лазар Христов Иван Манев | Гребля на байдарках и каноэ | Мужчины, байдарки-четвёрки, 1000 м           |
| Бронза  | Стоян Делчев | Спортивная гимнастика       | Мужчины, абсолютное первенство               |
| Бронза  | Илиян Недков | Дзюдо                       | Мужчины, до 65 кг                            |
| Бронза  | Минчо Николов Любомир Петров Иво Русев Богдан Добрев | Академическая гребля        | Мужчины, четвёрки парные                     |
| Бронза  | Марияна Сербезова Румеляна Бончева Долорес Накова Анка Бакова Анка Георгиева | Академическая гребля        | Женщины, четвёрки парные с рулевой           |
| Бронза  | Сийка Барбулова Стоянка Груйчева | Академическая гребля        | Женщины, двойки распашные без рулевой        |
| Бронза  | Любчо Дьяков | Стрельба                    | Мужчины, произвольный пистолет, 50 м         |
| Бронза  | Пётр Запрянов | Стрельба                    | Мужчины, малокалиберная винтовка, лёжа, 50 м |
| Бронза  | Таня Димитрова Валентина Харалампиева Сильвия Петрунова Анка Узунова Верка Борисова Румяна Кайшева Майя Георгиева Таня Гогова Цветана Божурина Росица Димитрова Маргарита Герасимова Галина Станчева                     | Волейбол                    | Женщины                                      |
| Бронза  | Минчо Пашов | Тяжёлая атлетика            | Мужчины, до 67,5 кг                          |
| Бронза  | Неделчо Колев | Тяжёлая атлетика            | Мужчины, до 75 кг                            |
| Бронза  | Младен Младенов | Борьба                      | Мужчины, греко-римская борьба, до 52 кг      |
| Бронза  | Павел Павлов | Борьба                      | Мужчины, греко-римская борьба, до 82 кг      |
| Бронза  | Нермедин Селимов | Борьба                      | Мужчины, вольная борьба, до 52 кг            |

## Результаты соревнований

### Академическая гребля
В следующий раунд из каждого заезда проходили несколько лучших экипажей (в зависимости от дисциплины). В финал A выходили 6 сильнейших экипажей, ещё 6 экипажей, выбывших в полуфинале, распределяли места в малом финале B
Мужчины
| Соревнование | Спортсмены    | Предварительный заезд | Предварительный заезд | Предварительный заезд | Отборочный заезд | Отборочный заезд | Отборочный заезд | Полуфинал | Полуфинал | Полуфинал | Финал   | Финал   | Итоговое место |
| Соревнование | Спортсмены    | Заезд                 | Время                 | Место                 | Заезд            | Время            | Место            | Заезд     | Время     | Место     | Время   | Место   | Итоговое место |
| ------------ | ------------- | --------------------- | --------------------- | --------------------- | ---------------- | ---------------- | ---------------- | --------- | --------- | --------- | ------- | ------- | -------------- |
| одиночки     | Чавдар Радоев | 2                     | 8:04,96               | 5                     | 1                | 7:28,96          | 3 Q              | 2         | 7:34,21   | 6         | Финал B | Финал B | 10             |
| одиночки     | Чавдар Радоев | 2                     | 8:04,96               | 5                     | 1                | 7:28,96          | 3 Q              | 2         | 7:34,21   | 6         | 7:23,50 | 4       | 10             |